# Dunn Loring (Virginia)
Dunn Loring es un lugar designado por el censo en el  condado de Fairfax, Virginia  (Estados Unidos). Según el censo de 2010 tenía una población de 8.803 habitantes.

## Demografía
Según el censo del 2000, Dunn Loring tenía 7.861 habitantes, 2.668 viviendas, y 2.038 familias. La densidad de población era de 1.487,8 habitantes por km².
De las 2.668 viviendas en un 35,6%  vivían niños de menos de 18 años, en un 66,8%  vivían parejas casadas, en un 6% mujeres solteras, y en un 23,6% no eran unidades familiares. En el 14,9% de las viviendas  vivían personas solas el 4% de las cuales correspondía a personas de 65 años o más que vivían solas. El número medio de personas viviendo en cada vivienda era de 2,9 y el número medio de personas que vivían en cada familia era de 3,18.
Por edades la población se repartía de la siguiente manera: un 24% tenía menos de 18 años, un 6,2% entre 18 y 24, un 34,1% entre 25 y 44, un 24,8% de 45 a 60 y un 10,8% 65 años o más.
La edad media era de 37 años.  Por cada 100 mujeres de 18 o más años  había 102 hombres.
La renta media por vivienda era de 93.896$ y la renta media por familia de 96.464$. Los hombres tenían una renta media de 67.019$ mientras que las mujeres 45.341$. La renta per cápita de la población era de 37.018$. En torno al 0,4% de las familias y el 3,1% de la población estaban por debajo del umbral de pobreza.

## Localidades adyacentes
El siguiente diagrama muestra a las localidades más próximas a Dunn Loring.